# Цаган-Морін
Цаган-Морін (рос. Цаган-Морин) — улус Закаменського району, Бурятії Росії. Входить до складу Сільського поселення Цаган-Морінське.
Населення — 509 осіб (2015 рік).